# Vladimir Predkin
Vladimir Predkin (n. 31 mai 1969, Leningrad, RSFS Rusă, URSS) este un înotător rus, medaliat olimpic. A participat la o ediție a Jocurilor Olimpice (1996) în care a câștigat o medalie de argint.

## Participări
Lista de mai jos prezintă principalele competiții la care a participat Vladimir Predkin de-a lungul carierei.
- swimming at the 1996 Summer Olympics – men's 4 × 100 metre freestyle relay[*]